# Dragon Gate
La Dragon Gate Japan Pro-Wrestling (ドラゴンゲート?, Doragon Gēto), nota semplicemente come Dragon Gate, è una federazione di puroresu giapponese con sede nella città di Kōbe, fondata il 5 luglio 2004 da Takashi Okamura e successivamente gestita da Último Dragón.
Lo stile promosso dalla Dragon Gate si basa su acrobazie e spettacolarità, oltre che su varie tecniche di sottomissione; ciò è dovuto al fatto che la federazione è nata dalla ceneri della Toryumon, la scuola di Último Dragón in Messico, quindi i suoi wrestler sono perlopiù dei pesi leggeri.

## Storia
Il 4 luglio 2004 Último Dragón lasciò la palestra della Toryumon, in Messico, per fare ritorno in patria; il giorno dopo commissionò la fondazione della Dragon Gate a Takashi Okamura.
Sulla scia del successo della Toryumon, la nuova federazione divenne in breve tempo una delle più importanti nel panorama giapponese. Nell'aprile del 2009 aprì una filiale negli Stati Uniti ed una nel Regno Unito, entrambe chiuse nell'agosto del 2015.
Tra i wrestler più significativi ad aver lottato nella Dragon Gate si ricordano Naruki Doi, Masato Yoshino, PAC, Ricochet e Johnny Gargano.

## Riconoscimenti

### Titoli
| Titolo                              | Campione                               | Data           | Luogo | Evento                      |
| ----------------------------------- | -------------------------------------- | -------------- | ----- | --------------------------- |
| Open The Dream Gate Championship    | Madoka Kikuta                          | 17 agosto 2025 | Tokyo | Dangerous Gate              |
| Open The Brave Gate Championship    | Ryoya Tanaka                           | 13 luglio 2025 | Kobe  | Kobe Pro Wrestling Festival |
| Open The Triangle Gate Championship | Bendito, Flamita, Luis Mante           | 13 luglio 2025 | Kobe  | Kobe Pro Wrestling Festival |
| Open The Twin Gate Championship     | D-courage (Dragon Dia e Yuki Yoshioka) | 17 agosto 2025 | Tokyo | Dangerous Gate              |
| Open The Owarai Gate Championship   | Kuishinbo Kamen                        | 1 marzo 2025   | Osaka | The Truth Gate              |

### Tornei
| Torneo           | Ultimo Vincitore        | Data            |
| ---------------- | ----------------------- | --------------- |
| King of Gate     | Dragon Dia              | 3 dicembre 2024 |
| Rey de Parejas   | Homare e Shun Skywalker | 30 marzo 2025   |
| Young Dragon Cup | Yoshiki Kato            | 19 gennaio 2025 |

## Personale

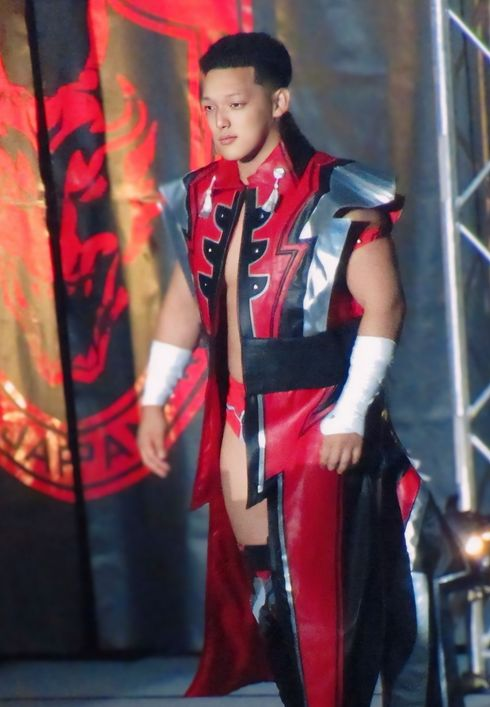
Madoka Kikuta, Open The Dream Gate Champion

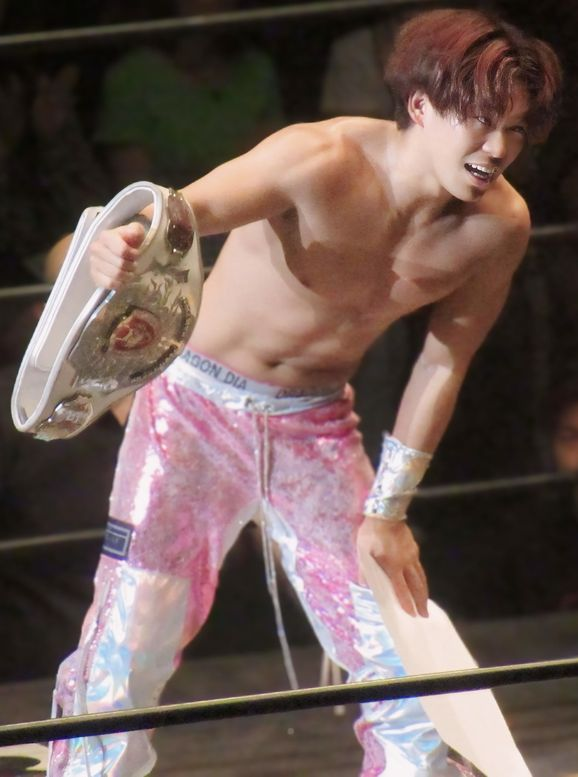
Dragon Dia, Open The Twin Gate Champion

| Nome               | Nome Reale         | Unità          | Note                            |
| ------------------ | ------------------ | -------------- | ------------------------------- |
| Akihiro Sahara     | Akihiro Sahara     | Dojo Mochizuki |                                 |
| Ben-K              | Futa Nakamura      | Love & Peace   |                                 |
| Bendito            |                    | Main Unit      | Open the Triangle Gate Champion |
| BIG BOSS Shimizu   | Ryotsu Shimizu     | Natural Vibes  |                                 |
| BxB Hulk           | Terumasa Ishihara  | Paradox        |                                 |
| Daiki Yanaguchi    | Daiki Yanaguchi    | Dojo Mochizuki |                                 |
| Don Fuji           | Tatsuki Fuji       | Main Unit      |                                 |
| Dragon Dia         |                    | D-Courage      | Open The Twin Gate Champion     |
| Dragon Kid         | Nobuyoshi Nakamura | Paradox        |                                 |
| Flamita            |                    | Natural Vibes  | Open the Triangle Gate Champion |
| Genki Horiguchi    | Hiromasa Horiguchi | Main Unit      |                                 |
| Ho Ho Lun          | Wong Yuk Lun       | Main Unit      |                                 |
| Homare             | Hoki Kato          |                |                                 |
| Hyo                | Akio Watanabe      | Love & Peace   |                                 |
| ISHIN              | Ishin Iihashi      | Z-Brats        |                                 |
| Jacky Kamei        | Taketo Kamei       | Love & Peace   |                                 |
| Jason Lee          |                    | Z-Brats        |                                 |
| Kagetora           | Funiyoki Hashimoto | Paradox        |                                 |
| KAI                | Atsushi Sakai      | Z-Brats        |                                 |
| Kenichiro Arai     | Kenichiro Arai     | Main Unit      |                                 |
| Kota Minoura       | Kota Minoura       | Z-Brats        |                                 |
| Kzy                | Kazuki Sawada      | Natural Vibes  |                                 |
| La Estrella        |                    | Main Unit      |                                 |
| Luis Mante         | Luis Casas         | Main Unit      | Open the Triangle Gate Champion |
| Madoka Kikuta      | Madoka Kikuta      | Z-Brats        | Open The Dream Gate Champion    |
| Masaaki Mochizuki  | Shigeaki Mochizuki | Dojo Mochizuki |                                 |
| Mochizuki Jr.      | Ryuto Mochizuki    | Love & Peace   |                                 |
| Mondai Ryu         | Daisuke Kimata     | Main Unit      |                                 |
| Naruki Doi         | Naruki Doi         | Paradox        |                                 |
| Punch Tominaga     | Chichiro Tominaga  | Main Unit      |                                 |
| Riiita             | Takumi Hayakawa    | Love & Peace   |                                 |
| Ryo Saito          | Ryo Saito          | Main Unit      |                                 |
| Ryo Fuda           | Ryo Fuda           | Dojo Mochizuki |                                 |
| Ryoya Tanaka       | Ryoya Tanaka       | D-Courage      | Open The Brave Gate Champion    |
| Shachioko Boy      |                    | Main Unit      |                                 |
| Shun Skywalker     | Jun Watanabe       |                |                                 |
| Strong Machine J   |                    | Natural Vibes  |                                 |
| Susumu Yokosuka    | Susumu Mochizuki   | Paradox        |                                 |
| Takashi Yoshida    | Takashi Yoshida    | Main Unit      |                                 |
| Ultimo Dragon      | Yoshihiro Asai     | Main Unit      |                                 |
| U-T                | Yuta Tanaka        | Natural Vibes  |                                 |
| YAMATO             | Masato Onodera     | Paradox        |                                 |
| Yasushi Kanda      | Hiroyuki Kanda     | Main Unit      |                                 |
| Yosuke♡Santa Maria | Yosuke Watanabe    | Main Unit      |                                 |
| Yoshihiki Kato     | Yoshihiki Kato     | Z-Brats        |                                 |
| Yuki Yoshioka      | Yuki Yoshioka      | D-Courage      | Open The Twin Gate Champion     |

### Staff
| Nome             | Ruolo                                   |
| ---------------- | --------------------------------------- |
| Eiichi Fujimoto  | Fotografo                               |
| Katsuya Ichikawa | Play-by-play commentator Intervistatore |
| Mr. Nakagawa     | Arbitro                                 |
| Naoto Kikuchi    | Ring announcer                          |
| Takashi Okamura  | Presidente                              |
| Takayuki Yagi    | Arbitro e General Manager               |
| Toru Kido        | Senior managing director e commissioner |
| Yatsuka Nakazawa | Dragon Gate Records                     |